# Вількув-Другий
Вількув-Другий (пол. Wilków Drugi) — село в Польщі, у гміні Блендув Груєцького повіту Мазовецького воєводства.
У 1975-1998 роках село належало до Радомського воєводства.